# Partícula supersimètrica més lleugera
En física de partícules, la partícula supersimètrica més lleugera (LSP, de l'anglès lightest supersymmetric particle) és el nom genèric donat a la més lleugera de les partícules hipotètiques addicionals postulades en extensions teòriques del Model Estàndard basades en la supersimetria. En cas de supersimetria amb conservació de la paritat R, l'LSP és una partícula estable i, per tant, un candidat per a explicar la matèria fosca de l'univers del tipus 'partícula massiva feblement interactuant' (WIMP).

## Constrenyiments experimentals
D'entre la llista de possibles partícules supersimètriques, l'LSP probablement no és un Weí carregat, higgsí carregat, sleptó, sneutrí, gluí, ni squark, sinó que és probablement una barreja de higgsins neutres (Beins i Weins), i.e. un neutralí. En particular, si l'LSP fos carregat (i abundant a la nostra galàxia), aquestes partícules haurien estat capturades pel camp magnètic terrestre i haguessin format àtoms pesants de tipus hidrogen. Recerques d'hidrogen anòmal a l'aigua natural tanmateix no han aportat cap evidència d'aquestes partícules i han imposat severs constrenyiments a l'existència d'un LSP carregat.

## LSP com a candidat de matèria fosca
Les partícules de matèria fosca han de ser elèctricament neutres car altrament dispersarien la llum i no serien "fosques". Igualment és gairebé segur que no són portadores de càrrega de color. Amb aquests constrenyiments, l'LSP podria ser el neutralí més lleuger, el gravití, o l'sneutrí més lleuger.
- El neutralí és el candidat favorit de matèria fosca. En la majoria de models el neutralí més lleuger és majoritàriament el beí (supercompany del camp debosó de gauge d'hipercàrrega B), amb alguna barreja de Weí neutre (supercompany del camp de bosó de gauge de l'isoespín feble W0) i/o de Higgsí neutre.
- L'sneutrí ha estat descartat dins del Model Estàndard Supersimètric Mínim (MSSM) a causa dels límits actuals en la secció eficaç d'interacció de partícules de matèria fosca amb matèria normal mesurats per experiments de detecció directa—el sneutrí interacciona via intercanvi del bosó Z i hauria estat detectat a hores d'ara. Models estesos amb sneutrins dretans o estèrils han reobert la possibilitat d'explicar la matèria fosca perquè tenen una secció eficaç d'interacció reduïda.[6]

- El gravití és una possibilitat en models supersimètrics on l'escala de trencament de supersimetria és baixa, al voltant 100 TeV. En aquests models el gravití és molt lleuger, de l'ordre d'1 eV. Com a matèria fosca, el gravití és de vegades anomenat super-WIMP perquè la seva força d'interacció és molt més feble que la d'altres candidats supersimètrics. Per la mateixa raó, la seva producció tèrmica directa a l'univers primerenc és massa ineficient per a explicar l'abundància de matèria fosca observada. En canvi, els gravitins haurien de ser produïts mitjançant la desintegració de la segona partícula supersimètrica més lleugera (NLSP).

En teories amb dimensions espacials extres, hi ha partícules anàlegues anomenades LKP (partícules Kaluza-Klein més lleugeres) estables.